# Homaliodendron pygmaeum
Homaliodendron pygmaeum là một loài rêu trong họ Neckeraceae. Loài này được Herzog & Nog. mô tả khoa học đầu tiên năm 1955.